# Arquivolta

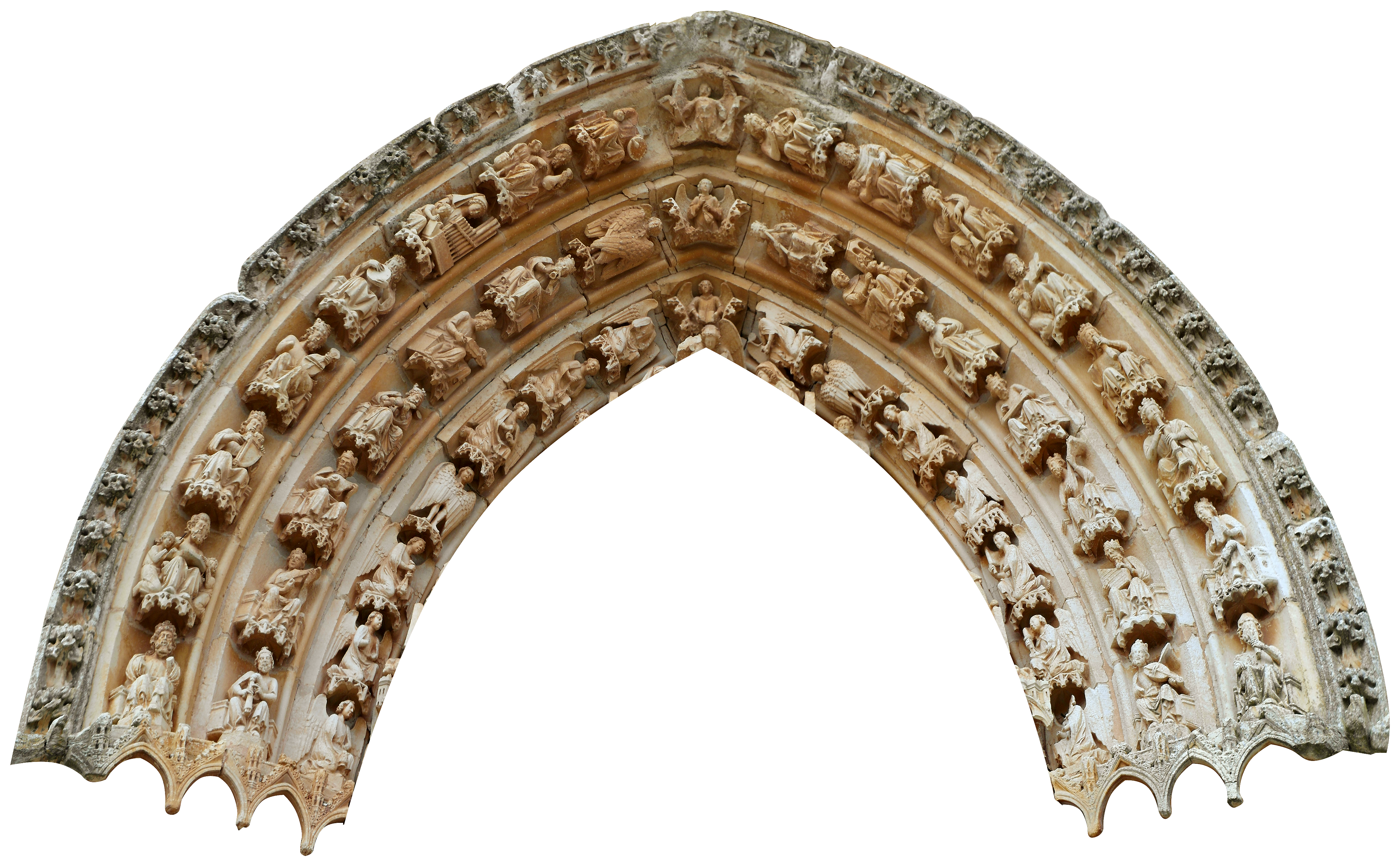
Arquivoltas góticas decoradas con esculturas de la iglesia de Santa María la Real de Sasamón.

Llamamos arquivolta, palabra proveniente del italiano archivolto, a cada uno de los pilares o molduras que forman una serie de arcos concéntricos decorando el arco de las portadas medievales en su paramento exterior, recorriendo su curva en toda su extensión y terminando en la imposta. O de una manera más sencilla, moldura colocada alrededor de un arco. Las arquivoltas, definen a la serie de arcos abocinados que forman una portada.
Suelen arrancar de una jamba del pórtico y terminar en la otra. Es frecuente en el románico y en el gótico.

## Características
Las arquivoltas resuelven el problema estético que presentan los vanos en un muro grueso, evitando la sensación de túnel que pueden llegar a generar. Es común que sea adornada con relieves, según se va extendiendo su uso. Inicialmente se hicieron decoraciones de tipo geométrico con forma de dientes de sierra, ajedrezados o dados, para pasar posteriormente a elementos vegetales y finalmente es decorada con elementos escultóricos de medio bulto (Santos, Apóstoles, etc.). El Pórtico de la Gloria de la Catedral de Santiago de Compostela es un ejemplo magnífico de arquivoltas.

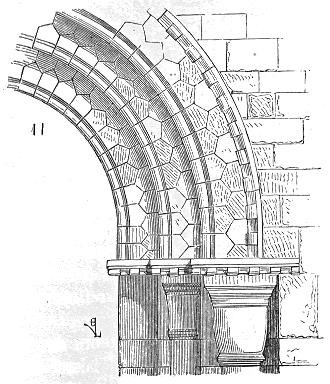
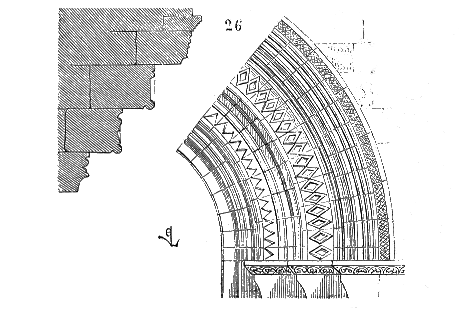
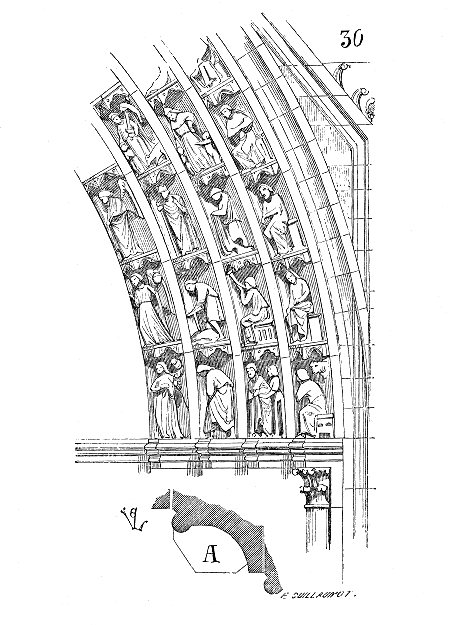
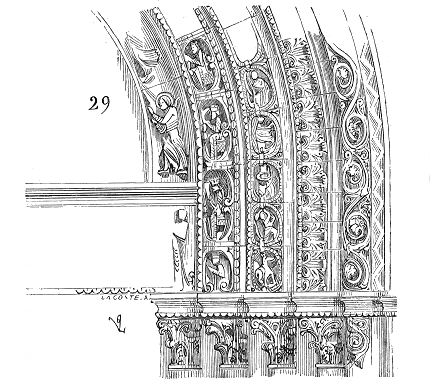